# 消費活動指数
消費活動指数（しょうひかつどうしすう、英：Consumption Activity Index）は、日本銀行が作成・公表する日本の個人消費に関するデータ系列である。

## 概要
2016年5月2日、日本銀行は国内の個人消費を動向を示す新指標「消費活動指数」の公表を始めると発表した。同時に、同行所属のエコノミストにより同指数の作成方法・特徴に関する論文が公表された。
個人消費は、GDPの約6割を占める重要な要素である。しかし、個人消費に関する代表的な統計調査である「家計調査」（総務省）は、調査対象の偏りが著しく、消費の動向が実態よりも弱く示されているとの批判が多い。日本銀行は、景気判断をより正確に下すため、消費の実態を反映した指標として本指数を開発した。中村・河田・田中・植前（2016）によれば、消費活動指数は、家計調査や同調査を利用している各種消費指標に比べて、GDP確報の個人消費を正確に捉えているほか、消費者心理に関する統計調査とも整合性が高い。日本銀行外部の専門家からも「消費活動指数は、景気指標として重要な意義がある」と評価されている。
消費活動指数は、毎月第5営業日の14時に日本銀行のウェブサイト上で公表されている。通常の消費活動指数（名目・実質）に加え、外国旅行者のインバウンド消費と日本人旅行者のアウトバウンド消費を調整した指数や、集計する統計を拡張した場合の指数も同時に公表されている。

## 変遷
- 2016年5月2日 日本銀行が消費活動指数の公表開始を発表。
- 2016年5月13日 14時に初回分（2016年3月分）を公表。
- 2016年10月7日 公表内容の拡充と見直しを実施[6]。
- 2018年4月20日 GDP統計の基準改定を受けた見直しを実施[7]。
- 2021年7月7日 新型コロナウイルス感染症の流行などに伴う消費行動の変化を捉えるための見直しを実施[8]。